# АСВ (телеканал)
«АСВ» («Ассоциация Свободного Вещания») — бывшая екатеринбургская телекомпания, вещавшая вначале на 24 ТВК Екатеринбурга, а с марта 1994 года на 49 ТВК того же города. Была сетевым партнёром каналов «ТВ-6», «НТВ-Плюс Спорт», «ТВС» и «REN TV».

## История
Первые программы канала появились 3 сентября 1991 года, выходили они изначально из маленьких помещений СГТРК. Примерно в это же время появилось название «АСВ» (Ассоциация Свободного Вещания). Первой программой АСВ стало ток-шоу «Диалог в ночи» с Жанной Телешевской. Спустя всего полгода в эфире АСВ выходили уже 15 собственных программ, среди них — «Саквояж», «Пульс мэрии», «Аврора», «Single». Через год с восьми человек штат АСВ увеличился до 40 сотрудников. А через три года в компании работало уже 200 сотрудников. Здесь проходили практику многие известные журналисты, работающие сейчас на многочисленных каналах Екатеринбурга и Москвы, а также получили уникальный опыт прямого эфира ведущие новостей. 
Вначале программы выходили на 24 ТВК, с марта 1994 года — на 49 ТВК. В том же году канал стал сетевым партнёром канала ТВ-6, существовавшим до 22 января 2002 года. Также в 1993 году появилась вскоре ставшая популярной и любимой зрителями программа «36,6».
В 1994 году в эфире появился логотип компании. В течение всего периода существования логотип неоднократно менялся.
На протяжении 7 лет несколько программ освещали события по разным темам и направлениям: «Бизнес-хроника», «Политическая кухня», «Блокнот», «Таймаут». В апреле 1997 года они были объединены в одну и вместо них появилась информационная программа «Уральское время. Новости».
В 1998 году на АСВ был создан и запущен документальный сериал «Седые хулиганы» (7 серий), который впоследствии стал победителем Российского фестиваля телевизионных программ. 
В телесезоне 1998-1999 гг. был запущен один из самых популярных проектов АСВ — «Окно в Вашингтон». Телемост «Вашингтон-Россия-Екатеринбург» шел в прямом эфире одновременно во многих странах мира, включая Центральную и Восточную Европу, Азию, страны СНГ. Телекомпания АСВ выходила на прямую связь со студией в Вашингтоне. В сложной политической ситуации выходил прямой диалог между общественными деятелями Америки и российскими журналистами. 
В 2000 году ведущая и шеф-редактор программы «Уральское время» Наталья Болохова одержала победу на Всероссийском конкурсе информационных программ региональных телекомпаний России «Новости. Время местное», в номинации «Ведущая года», обойдя ведущих популярных екатеринбургских компаний (таких, как 4-й канал, Студия-41 и другие).
В том же 2000 году на АСВ были запущены сразу три проекта: программа «Срок годности», которая вошла в десятку лучших на Всероссийском фестивале телевизионных программ, программа о сексуальной культуре «Эрос» и документальный фильм «Неизвестная Россия. Черты из жизни главного конструктора Люльева», который вошёл в число номинантов на приз третьего Евразийского телефорума в Москве.
В апреле 2001 года началось вещание компании в интернете. Благодаря сети интернет программы АСВ и их сетевых парнеров ежедневно смотрели телезрители в России, а также в странах ближнего и дальнего зарубежья. Наиболее популярной рубрикой сайта АСВ была «Прямой эфир». В том же году в эфир вышли еще 3 серии сериала «Седые хулиганы».
1 января 2002 года в эфир вышла еженедельная программа «Акватория успеха» — для настоящих современных мужчин и все, что их интересует: деньги, карьера, автомобили, спорт, женщины.
После закрытия ТВ-6 на его месте началась временная трансляция НТВ-Плюс Спорт, а после, до декабря 2002 года, — ТВС. С декабря 2002 года и до конца была партнёром REN-TV.
За 12 лет работы телекомпания АСВ неоднократно награждалась дипломами и грамотами от губернатора, правительства Свердловской области, администрации Екатеринбурга. Давние партнёрские отношения существуют с творческими союзами региона, со Свердловской государственной филармонией, театрами города. Основатель канала, Жанна Телешевская, до этого 20 лет работала в СГТРК, а созданный ею канал «АСВ» был первым в России сетевым партнёром какого бы то ни было федерального телеканала. Сама она умерла в 2009 году.

### Закрытие
Владельцы телеканала, Павел и Жанна Телешевские, в сентябре 2003 года продали АСВ своим сетевым партнёрам — медиахолдингу «REN TV», и после некоторых переговоров было объявлено, что с 1 января 2004 года производство местных программ прекращается.

### РЕН ТВ Урал
C 2004 по 2020 год на 49 ТВК в Екатеринбурге вещал «РЕН ТВ Урал» по лицензии «АСВ-Престиж». До середины 2010-х годов в эфире екатеринбургской версии «РЕН ТВ» присутствовали программы от местных телестудий (среди них — программа о здоровье «36,6», выходившая на АСВ). С 2016 года на 49 ТВК присутствовала только местная реклама (это связано с решением «РЕН ТВ» о ликвидации региональных филиалов). 21 мая 2020 года «РЕН ТВ» прекратил аналоговое вещание в Екатеринбурге.

## Программы канала
- 36,6
- Акватория успеха
- Время спорта
- Диалог в ночи
- Срок годности
- Уральское время
- Эрос